# 图皮拉廷斯
图皮拉廷斯是巴西托坎廷斯州的一个市镇。总面积895.302平方公里，总人口2007人，人口密度2.2人/平方公里。